# Phytala obscura
Phytala obscura är en fjärilsart som beskrevs av Schultze 1921. Phytala obscura ingår i släktet Phytala och familjen juvelvingar. Inga underarter finns listade i Catalogue of Life.